# Hradiště (Plzeň-jih)
Hradiště é uma comuna checa localizada na região de Plzeň, distrito de Plzeň-jih.